# Chailly-sur-Armançon
Chailly-sur-Armançon is een gemeente in het Franse departement Côte-d'Or (regio Bourgogne-Franche-Comté) en telt 201 inwoners (1999). De plaats maakt deel uit van het arrondissement Beaune.

## Geografie
De oppervlakte van Chailly-sur-Armançon bedraagt 19,3 km², de bevolkingsdichtheid is 10,4 inwoners per km².
De onderstaande kaart toont de ligging van Chailly-sur-Armançon met de belangrijkste infrastructuur en aangrenzende gemeenten.

## Demografie
Onderstaande figuur toont het verloop van het inwonertal (bron: INSEE-tellingen).